# XXIV век до н. э.
XXIV (два́дцать четвёртый) век до на́шей э́ры по пролептическому юлианскому календарю — век с 1 января 2400 года до н. э. по 31 декабря 2301 года до н. э. Это 7-й век 3-го тысячелетия до н. э. Ему предшествовал XXV век до н. э., за ним следовал XXIII век до н. э. Закончился 4325 лет назад.

## Правители
- Фараоны Менкаухор, Джедкара, Унис, Тети.
- 2-я династия Киша: Лугальму (?), Ибиэра, Ухуб.
- 3-я династия Киша: Ку-Баба, Пузур-Суэн, Ур-Забаба (до 2316).
- 3-я династия Урука: Лугальзагеси (с 2336(?)).
- Династия Уммы: Уш (ок. 2400), Энакалле, Ур-Лумма, Иль, Лугальзагеси.
- 1-я династия Лагаша: Эанатум (ок. 2400), Энаннатум I, Энтемена (ок. 2360—2340), Энаннатум II, Дуду, Энентарзи, Лугальанда, Уруинимгина (ок. 2318—2312).
- Царь Хамази: Хатаниш.
- Царь Адаба: Лугаль-анне-мунду.
- Цари Авана (Элам): Шушунтарана, Напилхуш, Кикку-сиве-темпти.

## События

### Египет
- Ок. 2373—2366+25 — Фараон Менкаухор.
- Ок. 2365—2322+25 — Предпоследний фараон V династии — Джедкара. Связи с Пунтом.
- Ок. 2321—2306+25 — Последний фараон V династии — Унис. Война на Синайском полуострове.
- Ок. 2305—2150+25 — VI династия.
- Ок. 2305—2279+25 — Основатель VI династии — Тети. Убит собственными телохранителями.

### Месопотамия
- 2390-е годы (2420-е годы) — При преемниках Энтемены ослабление Лагаша и подчинение его Кишу.
- 2380-е годы (2400-е годы) — Усиление напора семитических племён на шумерские города. Поражения Киша в борьбе с южными городами.
- 2370-е годы — Правитель Лагаша Лугальанда. Сановник Энгильса. Лагаш подчинён Кишу.
- Ок. 2370—2347(?) — Царь Уммы Лугальзагеси (Лугальзаггиси).
- Ок. 2370 — Переворот в Лагаше. Свержение Лугальанды и начало правления Уруинимгины (Урукагины).
- Ок. 2369 — Уруинимгина объявляет себя лугалем, независимым от Киша.
- Ок. 2368 — Начало войны между Лагашем и Уммой.
- Ок. 2366 (4-й год Урукагины) — Союз между Уммой и Уруком против Лагаша. Вторжение Лугальзагеси в область Лагаша.
- Ок. 2363 — Разгром Лагаша войсками Лугальзагеси.
- Ок. 2355 (ок. 2360) — Лугальзагеси распространяет свою власть почти на весь Шумер и делает столицей Урук. Разгром и разрушение Киша. Подчинение части севера Двуречья. Север семитизирован.
- Ок. 2340 (ок. 2369) — Бывший садовник и виночерпий царя Киша Урзабабы Саргон основывает город Аккад и объявляет себя его царём. При преемниках царя Киша Урзабабы Аккад становится независимым от Киша.
- Ок. 2335 (ок. 2355) — Победа Саргона над войском Урука и 50 других царьков и патеси. Саргон разрушает Урук и приносит Лугальзагеси (?) в жертву Энлилю. Взятие Саргоном Ура, опустошение территории Э-ниммара. На обратном пути Саргон разгромил Умму и восстановил разрушенный Киш.
- Ок. 2335—2279 (ок. 2355—2330) — Правитель Аккада Саргон I Великий (ок. 2360/2390—2279/2324). Объединение Саргоном Шумера и Аккада. Походы в область Среднего Евфрата, Сирию и горы Тавра. Победы над Эламом. Связи с островами Персидского залива и Маганом.
- Ок. 2335 — Разрушение сирийского города Эбла. Благодаря пожару до наших дней сохранилось более 1800 глиняных табличек из царского архива.
- 2316—2137 — Аккад, государство в Месопотамии.
- XXIV век — Амореи (семитские племена, из Аравийской степи) начинают расселяться по Сирийской степи.
- XXIV век — Основание шумерами города Арбела.

### Другие регионы
- XXIV век (?) — расселение энеолитических племён с катакомбными погребениями из степей Восточной Европы на запад.

## Мифические события
- 2395 (3113 лето от сотворения мира) — летописная дата основания первых русских городов Словенск (Великий Новгород) и Старая Руса. (Полное собрание русских летописей. Т. 31. Л., 1977).[1]
- 2365 — начало правления Ди-чжи[англ.], входившего (по одной из версий) в число легендарных императоров Древнего Китая[2].
- 2356 — начало правления Тана Яо, легендарного императора Древнего Китая[3].